# Balázs Bese
Balázs Bese (Budapest, 22 gennaio 1999) è un calciatore ungherese, portiere del Nyíregyháza.

## Carriera

### Club
Cresciuto nel settore giovanile dell'MTK Budapest, debutta in prima squadra il 6 agosto 2017 con la maglia del Budaörs in occasione dell'incontro di Nemzeti Bajnokság II perso 4-2 contro il Nyíregyháza.

### Nazionale
Nel 2021 viene convocato dalla nazionale under-21 per il campionato europeo di categoria; il 24 marzo scende in campo nel match della fase a gironi contro la Germania.

## Statistiche
Statistiche aggiornate al 24 marzo 2021.

### Presenze e reti nei club
| Stagione            | Squadra             | Campionato          | Campionato | Campionato | Coppe nazionali | Coppe nazionali | Coppe nazionali | Coppe continentali | Coppe continentali | Coppe continentali | Altre coppe | Altre coppe | Altre coppe | Totale | Totale | Totale |
| Stagione            | Squadra             | Comp                | Pres       | Reti       | Comp            | Pres            | Reti            | Comp               | Pres               | Reti               | Comp        | Pres        | Reti        | Pres   | Reti   |        |
| ------------------- | ------------------- | ------------------- | ---------- | ---------- | --------------- | --------------- | --------------- | ------------------ | ------------------ | ------------------ | ----------- | ----------- | ----------- | ------ | ------ | ------ |
| 2017-gen. 2018      | Budaörs             | NB2                 | 16         | -24        | CU              | 1               | -1              |                    | -                  | -                  |             | -           | -           | 17     | -25    |        |
| gene.-giu. 2018     | MTK Budapest        | NB2                 | 7          | -11        | CU              | 2               | -2              |                    | -                  | -                  |             | -           | -           | 9      | -13    |        |
| 2018-2019           | Vasas               | NB2                 | 34         | -53        | CU              | 0               | 0               |                    | -                  | -                  |             | -           | -           | 34     | -53    |        |
| 2019-2020           | MTK Budapest        | NB2                 | 5          | -10        | CU              | 0               | 0               |                    | -                  | -                  |             | -           | -           | 5      | -10    |        |
| Totale MTK Budapest | Totale MTK Budapest | Totale MTK Budapest | 12         | -21        |                 | 2               | -2              |                    | -                  | -                  |             | -           | -           | 14     | -23    |        |
| 2020-2021           | Budafok             | NB1                 | 8          | -17        | CU              | 4               | -4              |                    | -                  | -                  |             | -           | -           | 12     | -21    |        |
| 2021-2022           | Budafok             | NB2                 | 12         | -18        | CU              | 1               | -2              |                    | -                  | -                  |             | -           | -           | 13     | -20    |        |
| Totale Budafok      | Totale Budafok      | Totale Budafok      | 20         | -35        |                 | 5               | -6              |                    | -                  | -                  |             | -           | -           | 25     | -41    |        |
| 2022-2023           | Szentlőrinci        | NB2                 | 12         | -20        | CU              | 1               | -3              |                    | -                  | -                  |             | -           | -           | 13     | -23    |        |
| Totale carriera     | Totale carriera     | Totale carriera     | 94         | -153       |                 | 9               | -12             |                    | -                  | -                  |             | -           | -           | 103    | -165   |        |

## Palmarès

### Club

#### Competizioni nazionali
- Nemzeti Bajnokság II: 1

Nyíregyháza: 2023-2024